# Oude Kasteel (Stuttgart)
Het Oude Kasteel (Duits: Altes Schloss) ligt in centrum van Stuttgart, hoofdstad van de Duitse deelstaat Baden-Württemberg. Het dateert hierbij om een tiende-eeuwse waterburcht.
Het eerste kasteel dateert zo rond 950. In de veertiende eeuw was het een residentie van de Graven van Württemberg. Tussen 1553 en 1578 bouwden de hertogen van Württemberg, Christoffel en zijn zoon Lodewijk, het om tot een renaissancekasteel. De slotgrachten rond het kasteel werden in de achttiende eeuw verwijderd.
In 1931 werd het kasteel zwaar beschadigd door een brand. Voordat het opnieuw kon worden gereconstrueerd werd het beschadigd door bombardementen in de Tweede Wereldoorlog. De renovatie van het kasteel duurde tot 1969.
Het kasteel huisvest momenteel het Nationaal Museum van Württemberg en in de zuidwestvleugel de Schlosskirche. Onder de Schlosskirche ligt de graftombe van koning Karel I van Württemberg en zijn vrouw Olga. Op de binnenplaats staat een door Ludwig Hofer ontworpen ruiterstandbeeld van graaf Everhard I van Württemberg.
Aan de zijkant van het Oude Kasteel bevindt zich een museum ter nagedachtenis van Claus von Stauffenberg, een voormalig inwoner van Stuttgart die bijna een geslaagde aanslag pleegde op het leven van de Duitse dictator Adolf Hitler op 20 juli 1944.

## Beelden

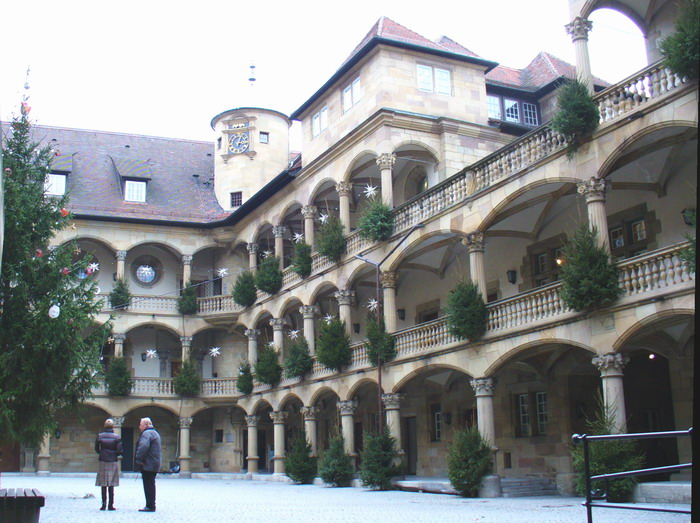
Binnenplaats
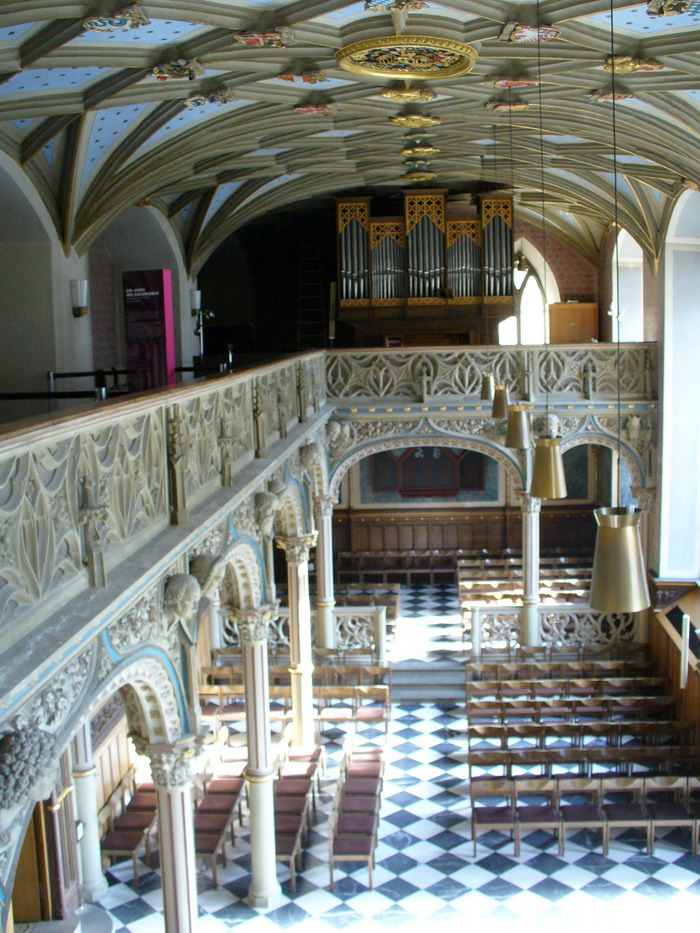
Schlosskirche
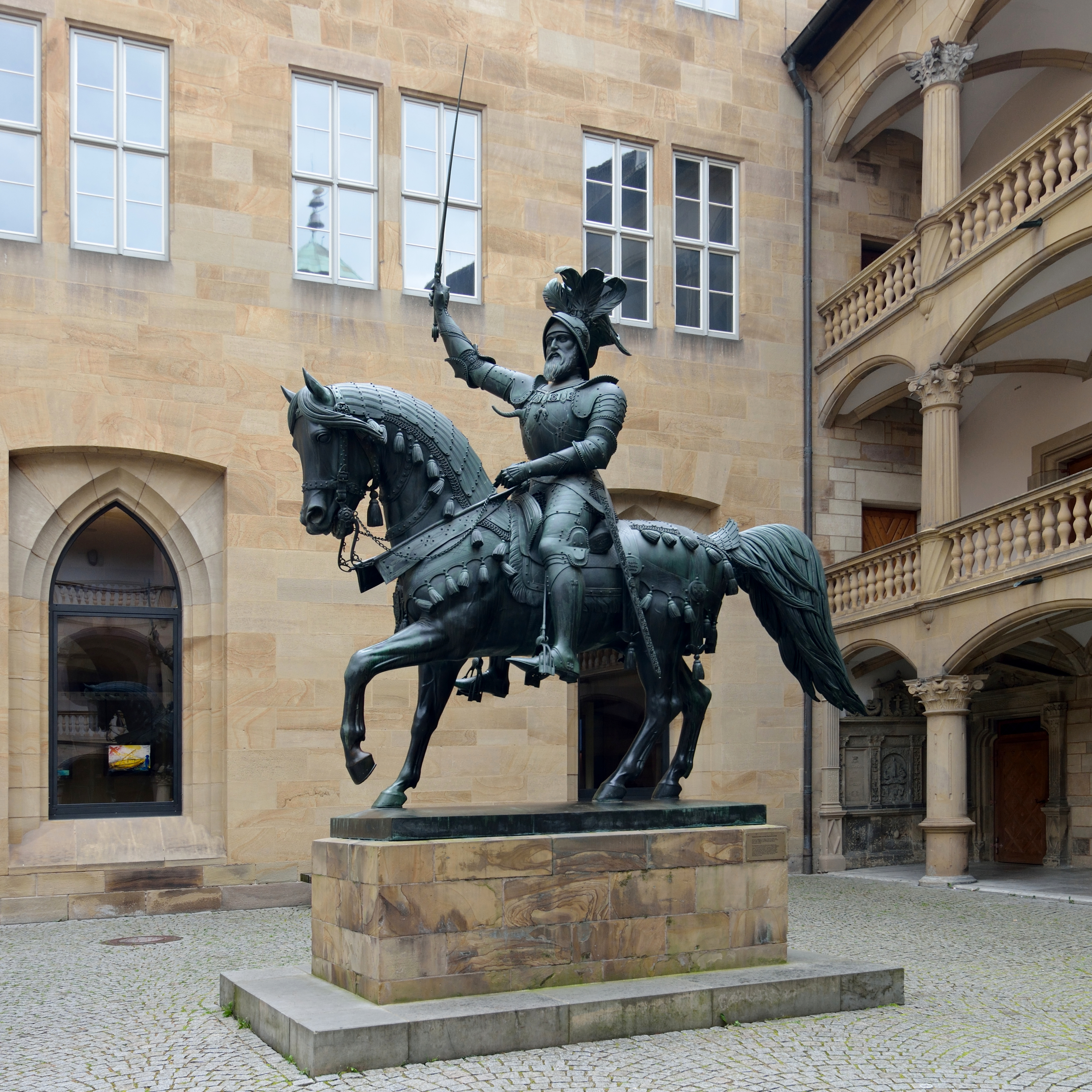
Monument van graaf Eberhard I
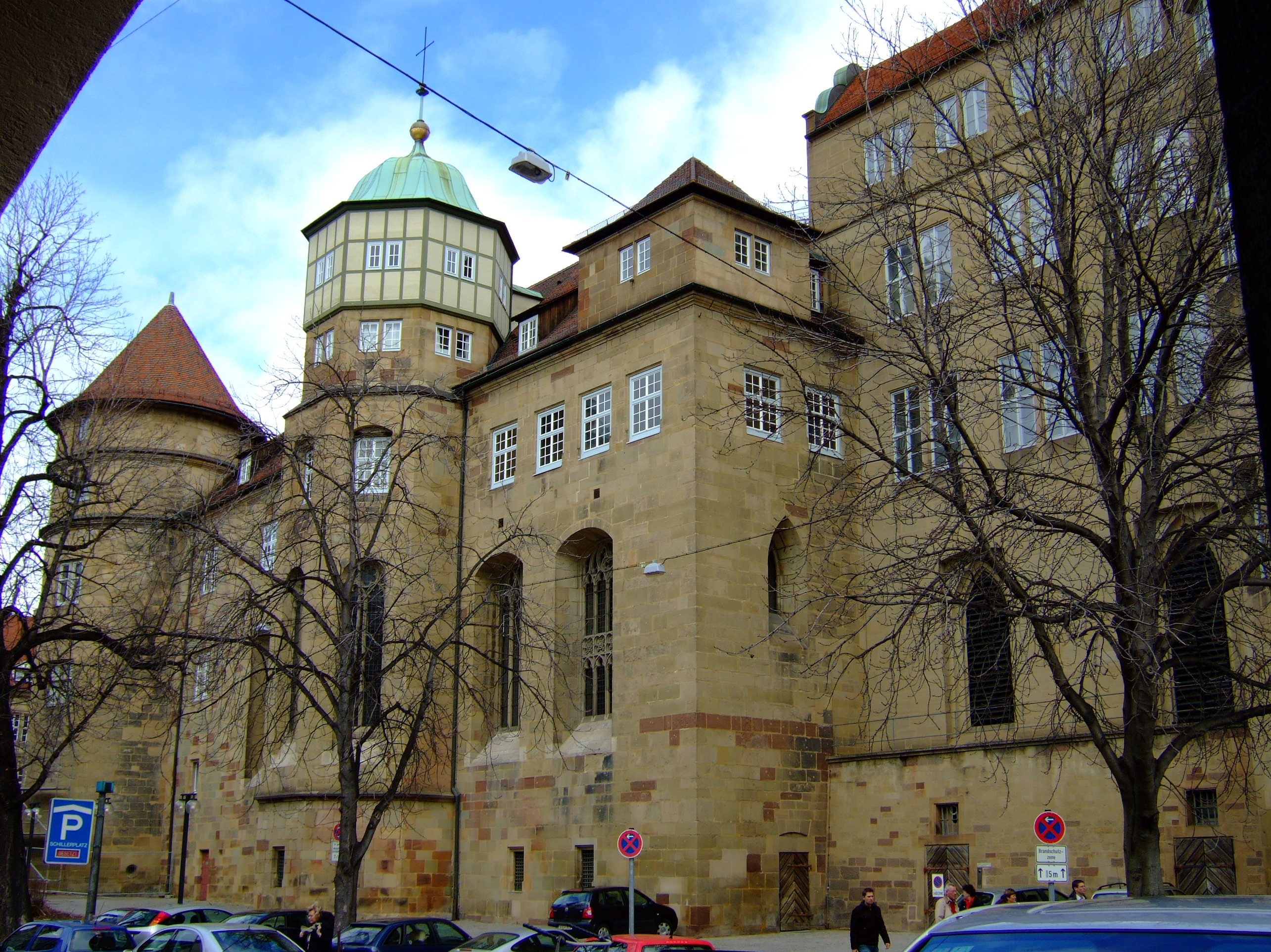
Het Oude Kasteel, gezien vanuit het nabijgelegen markt
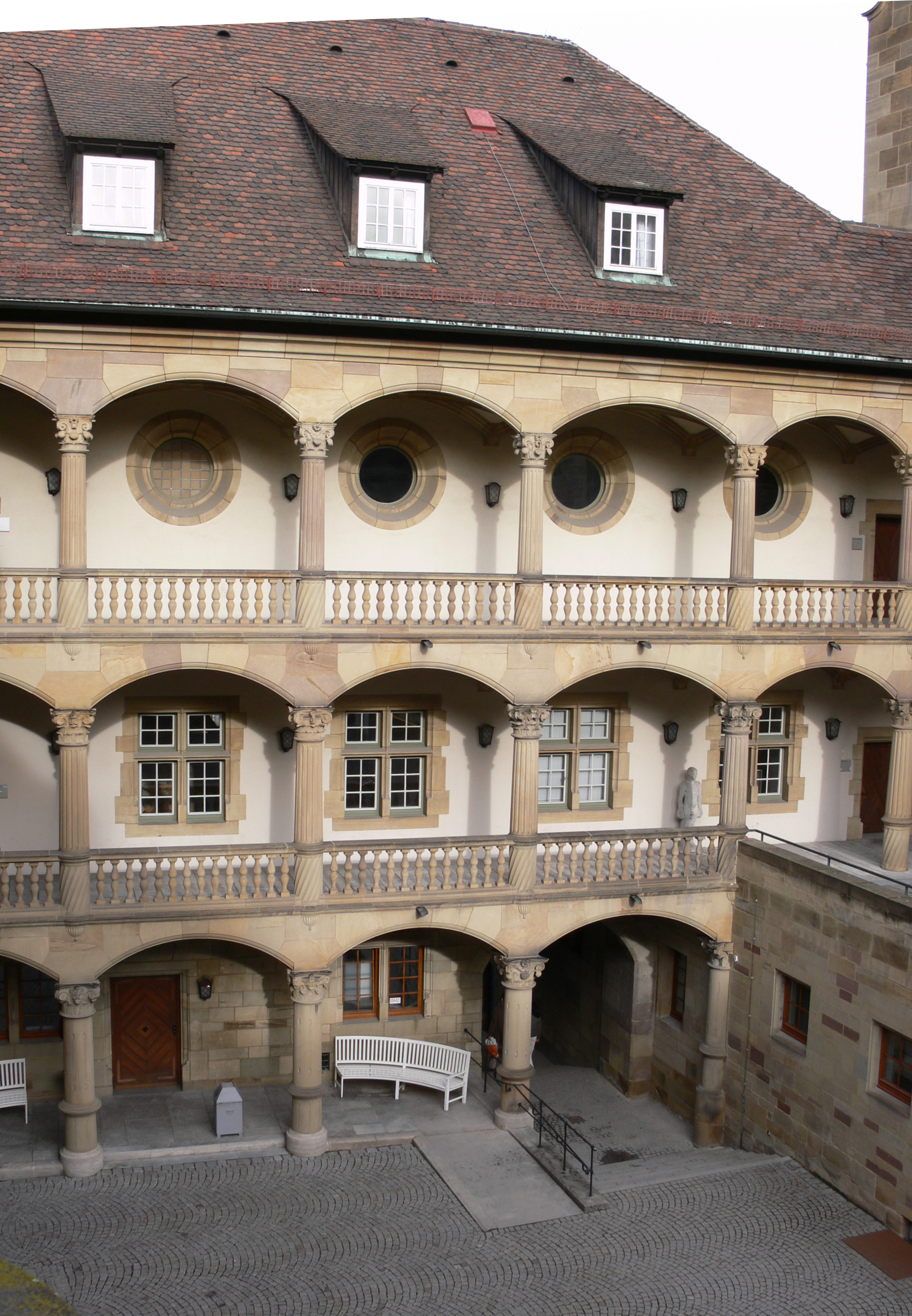
De binnenplaats van het kasteel
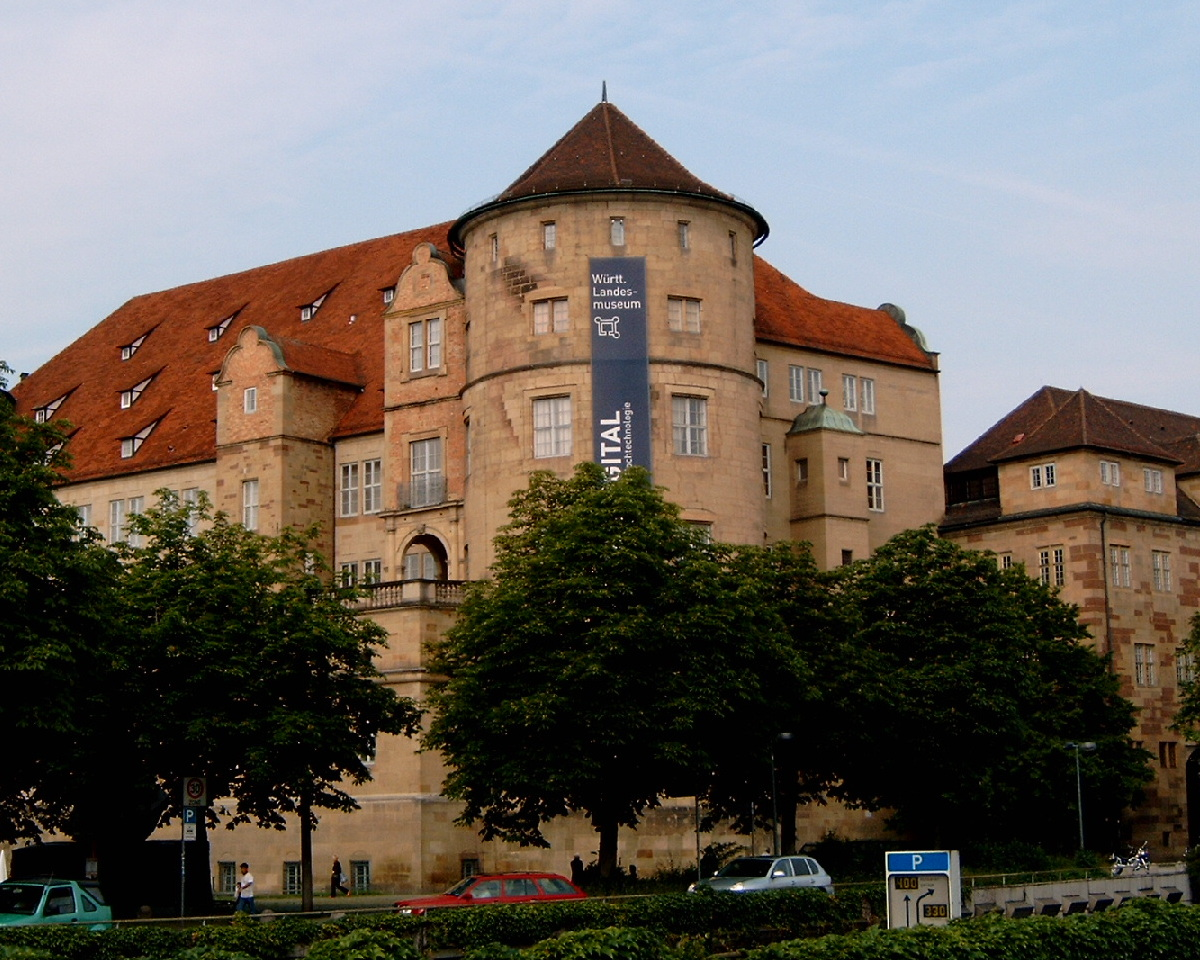
De zuidwesthoek
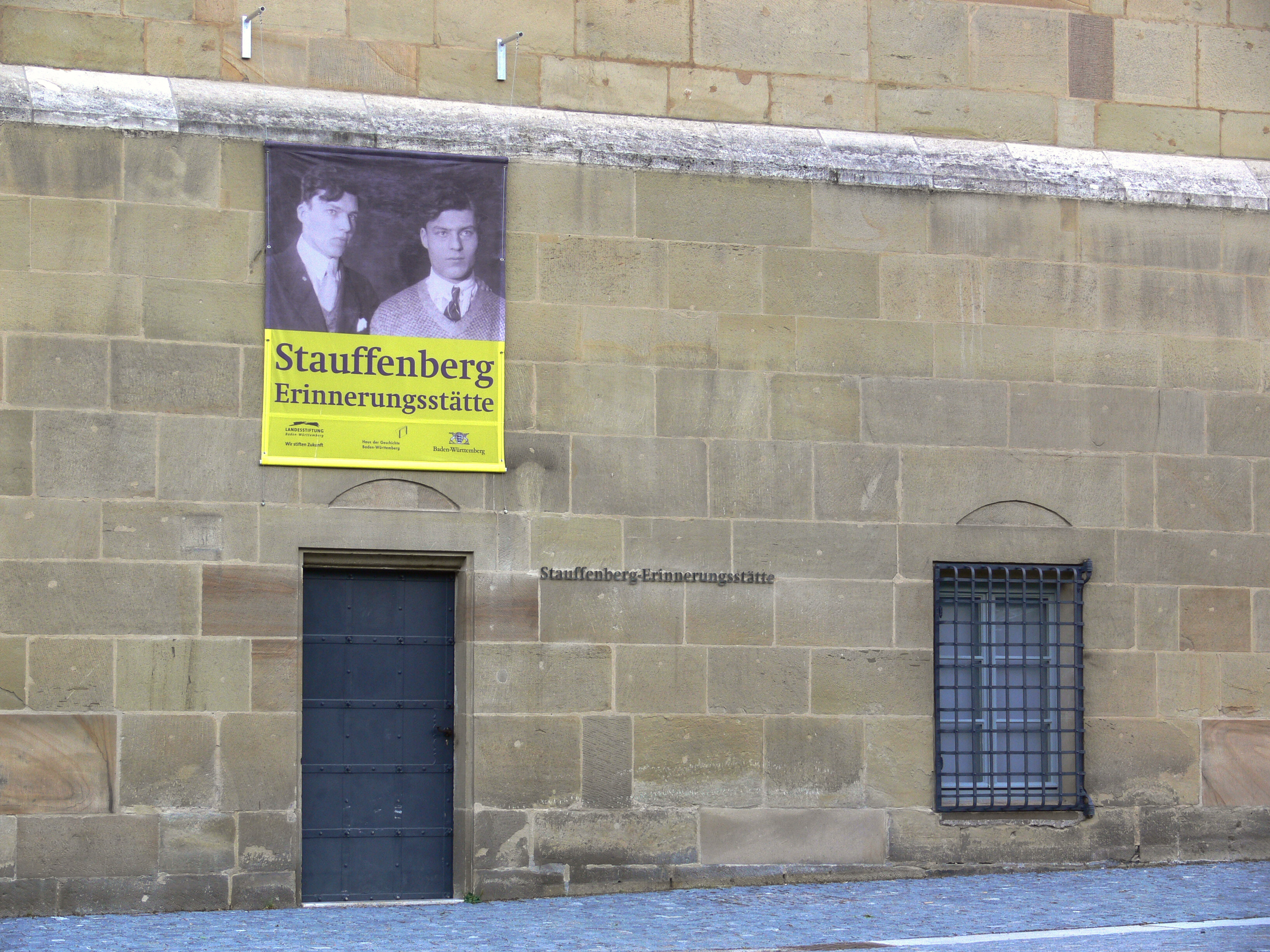
Stauffenberg gedenkplaats